# Ferdinand Wirtgen
Ferdinand Wirtgen, né le 11 décembre 1906 à Olm et mort le 18 février 1982 à Luxembourg, est un juriste et homme politique luxembourgeois, président du Conseil d'État du 20 décembre 1976 au 30 septembre 1978.